# Byrasandra, Chintamani
Byrasandra là một làng thuộc tehsil Chintamani, huyện Kolar, bang Karnataka, Ấn Độ.